# Francisco Masip
Francisco Masip Llop (Santa Coloma de Gramanet, 8 de agosto de 1926 - ibídem, 25 de septiembre de 2015) fue un ciclista español que fue profesional entre 1948 y 1960. Durante su carrera profesional consiguió 19 victorias, entre ellas un Campeonato de España y una Vuelta a Levante.

## Palmarés
1945
- 3º en Trofeo Jaumendreu

1948
- 1º en el Trofeo Jaumendreu
- Campeón de España por Regiones

1949
- 3.º en el Campeonato de escalada, Ruta, Elite.

1950
- 1º en el Trofeo Jaumendreu
- 1º en el Trofeo Masferrer
- 2º en GP Catalunya
- 3º clasificación general Volta a Cataluña
- Campeón de España por Regiones

1951
- Vencedor de una etapa del Tour de las tres provincias
- 2º clasificación general Volta a Cataluña
- 3a Clasificación General Circuit des Six Provinces
- Campeón de España por Regiones

1952
- 1º en el GP Sniace
- Campeón de España por Regiones

1953
- Campeón de España de ciclismo en ruta
- Campeón de España de Montaña
- Vencedor de una etapa de la Bicicleta Eibarresa
- 2º clasificación general Volta a Cataluña
- Campeón de España por Regiones

1954
- 1º de la Clásica de los Puertos
- 1º en el GP Sniace
- Vencedor de una etapa de la Vuelta a Aragón
- 2a clasificación General Volta Ciclista Provincia Tarragona
- Campeón de España por Regiones

1955
- 1º en la Vuelta a Levante y vencedor de 2 etapas
- Vencedor de una etapa de la Vuelta a Andalucía
- 3.º en el Campeonato de escalada, Ruta, Elite.

1956
- 1º en el Trofeu Masferrer
- 3º en el Campeonato de España en Ruta
- 3º clasificación general Volta a Cataluña
- 3.º en el Campeonato de escalada, Ruta, Elite.

1957
- 1º a Igualada
- Vencedor de 2 etapas de la Vuelta a Asturias
- Campeón de España por Regiones

### Resultados en el Tour de Francia
- 1951. 59.º de la clasificación general
- 1952. 30.º de la clasificación general
- 1953. 46.º de la clasificación general
- 1954. 55.º de la clasificación general
- 1955. Abandona (6º etapa)

### Resultados en la Vuelta a España
- 1955. 31.º de la clasificación general
- 1956. 28º de la clasificación general
- 1957. 18º de la clasificación general

### Resultados en el Giro de Italia
- 1954. 39è de la clasificación general